# Круліковська Тетяна Юріївна
Тетяна Круліковська - українська акторка. Заслужена артистка України (2015).

## Біографія
Народилася 7 січня 1974 у Кривому Розі.
У 1990 році закінчила Дніпропетровське театральне училище (нині Дніпропетровський театральний коледж), в 1997 році закінчила Київський державний інститут театрального мистецтва ім. І.К. Карпенка-Карого (нині Київський національний університет театру, кіно і телебачення ім.І.К.Карпенко- Карого) за фахом «театрознавство».
З 2000 року працює у Театрі драми і комедії на лівому березі Дніпра 
У 2015 році присвоєно почесне звання «Заслужена артистка України».

## Фільмографія
- Як там Катя? (2022), фільм
- Щедрик (2021), фільм
- Таємне кохання (2019), серіал
- Що робить твоя дружина? (2017), серіал